# Bến đá Kỳ Cùng

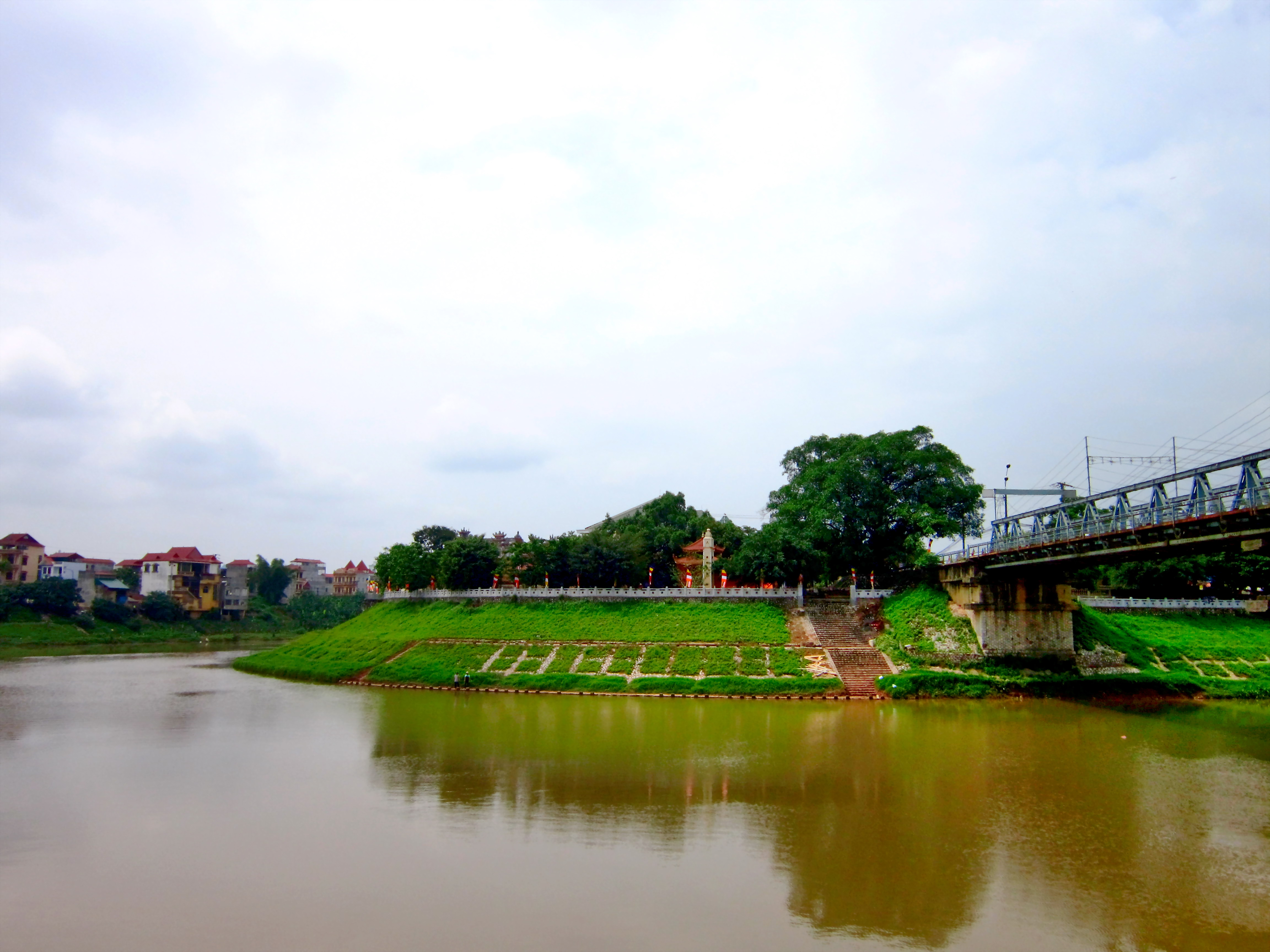
Bến đá Kỳ Cùng ngày nay

Bến đá Kỳ Cùng nằm bên hữu ngạn sông Kỳ Cùng và gần cầu Kỳ Cùng; nay thuộc thành phố Lạng Sơn, tỉnh Lạng Sơn, Việt Nam.
Căn cứ theo bia di tích dựng tại Bến đá Kỳ Cùng, thì đây chính là nơi đưa đón các đoàn sứ Trung Quốc và Việt Nam trong lịch sử bang giao giữa hai nước từ thế kỷ 10 đến thế kỷ 19.
Khoảng năm 1778, Đốc trấn Ngô Thì Sĩ gọi đây là Kỳ Cùng thạch độ, và liệt là một trong 8 cảnh đẹp của trấn lỵ Lạng Sơn (Trấn doanh bát cảnh) .
Ngày nay, nơi bến đá ấy chỉ còn lại một ngôi chùa cổ, tên là Diên Khánh Tự (tục gọi là chùa Thành).
Năm 1993, Bến đá Kỳ Cùng đã được công nhận là di tích cấp quốc gia.

## Ảnh

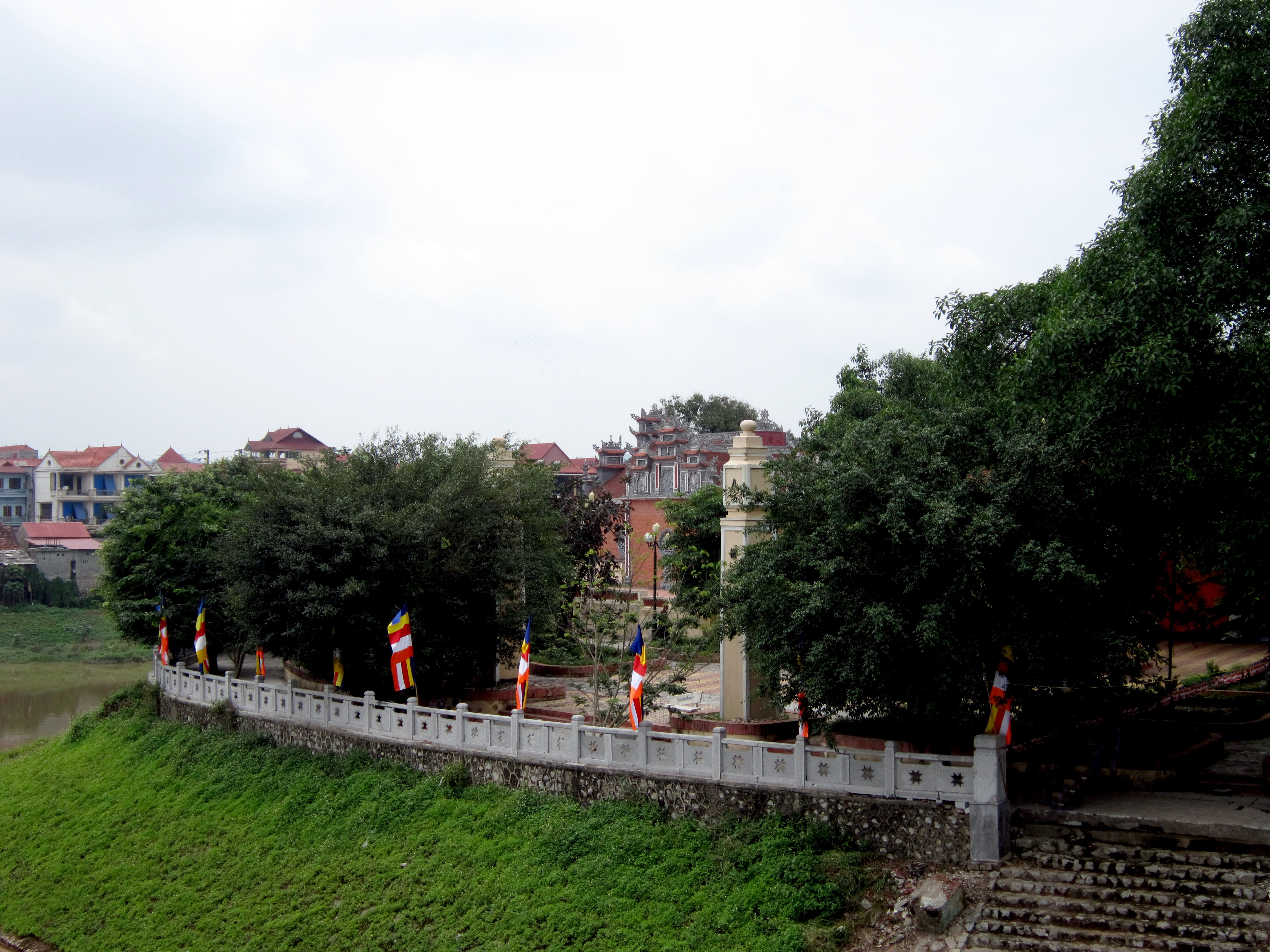
Diên Khánh Tự tại Bến đá Kỳ Cùng.
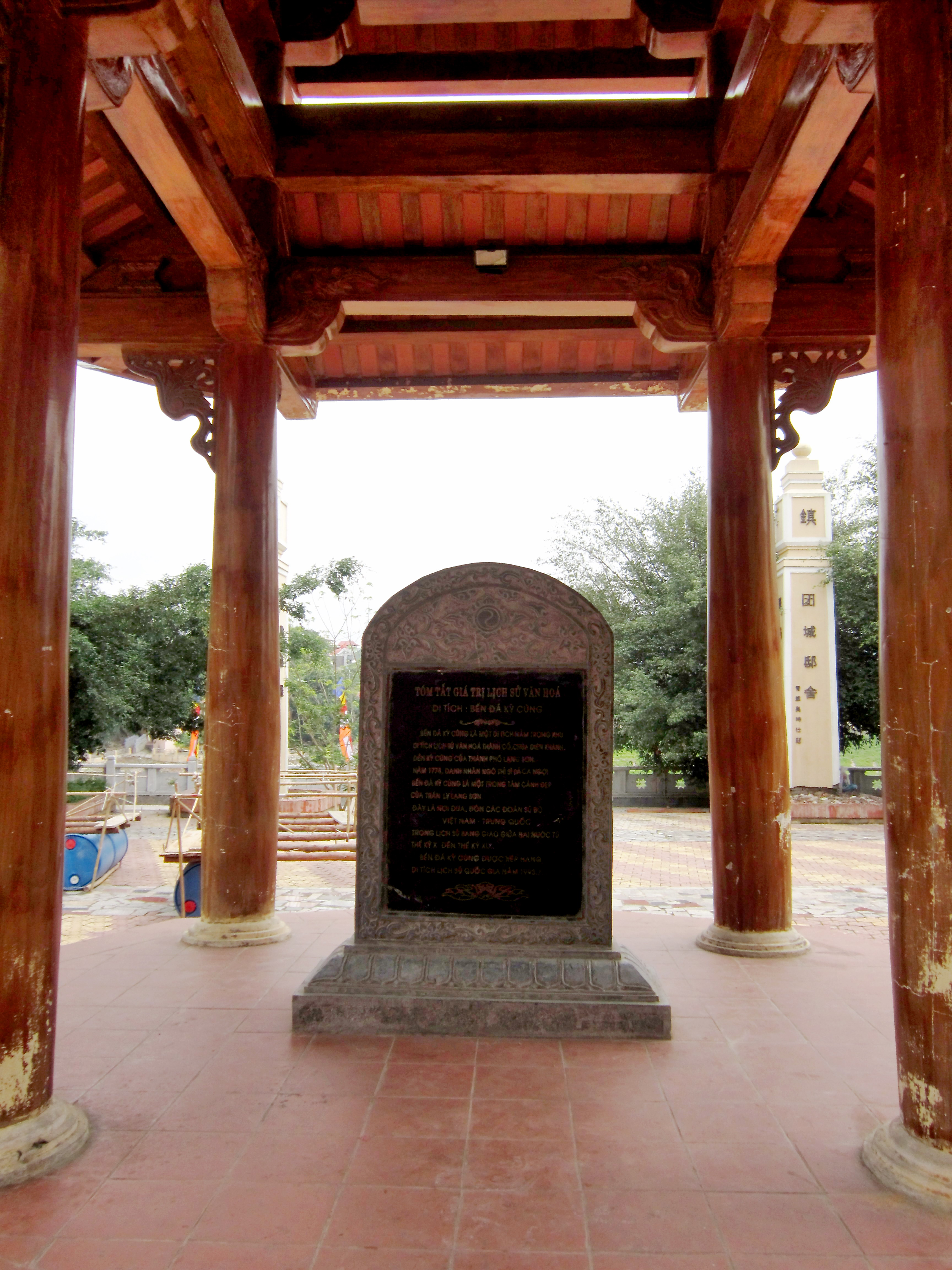
Bia di tích Bến đá Kỳ Cùng.